# ديفينسوريس دي بيلغرانو
ديفينسوريس دي بيلغرانو نادي متعدد الرياضات أرجنتيني يقع في العاصمة بوينس آيرس. تأسس في 25 مايو 1906م.
يلعب حاليا في الدرجة الممتازة ب ميتروبوليتانا (الدرجة الثالثة). لم يسبق للنادي اللعب في الدرجة الممتازة منذ بداية عصر الاحتراف الذي بدأ في 1931.

## وصلات خارجية
- الموقع الرسمي